# Roodehaan (Groningue)
Pour les articles homonymes, voir Roodehaan.
Roodehaan est un hameau de la commune néerlandaise de Groningue, situé dans la province de Groningue.